# Kök-Türken

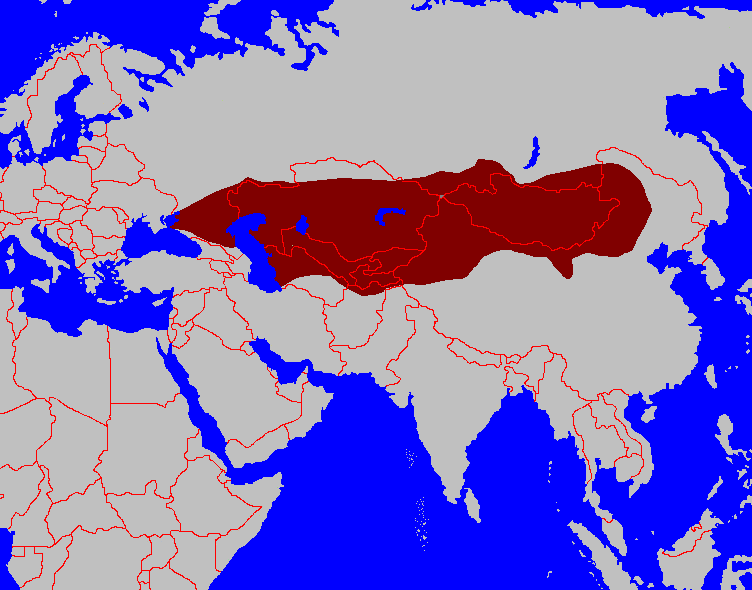
Das erste Kök-Türkische Reich zur Zeit seiner größten Ausdehnung, um 600 n. Chr.

Die frühen Türken, Kök-Türken (alttürkisch 𐱅𐰇𐰼𐰰:𐰜𐰇𐰛 Kök Türk oder alttürkisch 𐱅𐰇𐰼𐰛 Türk, türkisch: Göktürkler) genannt, waren in der Spätantike eine in Zentralasien lebende türkische Stammeskonföderation. Die Kök-Türken eroberten das Steppenreich der Rouran (Chinesisch: 柔然; Pinyin: Róurán) und gründeten in Verbindung mit nomadischen Stämmen zwei Großreiche.
Das Erste Türk-Kaganat entstand 552 und teilte sich in zwei Teile: Das westliche Türk-Kaganat, das bis 659, und das östliche Türk-Kaganat, das bis 630 bestand. Beide Kaganate wurden vom China der Tang-Dynastie erobert.
Das Zweite Türk-Kaganat entstand 682 und bestand bis 742; ihm folgte im Osten das Kaganat der Uiguren nach.
Häufig werden beide Reiche zusammenfassend als Kök-Türkisches Kaganat bezeichnet, in der modernen türkischen Literatur wird es auch türkisch Göktürk Kağanlığı ‚Kaganat der Göktürken/Köktürken‘ genannt.

## Name
Die Bezeichnung der Kök-Türken in der modernen Literatur ist vielfältig. Die Eigenbezeichnung des herrschenden Stammes bzw. der Nomadenkonföderation in den Inschriften von Bugut und Orchon ist türk. Die chinesische Bezeichnung, die als älteste überliefert ist, lautete Tūjué (突厥,  t'u-chüeh). Demzufolge ist in der modernen Literatur auch oft nur von „Türken“ die Rede. Zur Abgrenzung von der modernen Nation der Türken werden mit Zusätzen begriffene Bezeichnungen wie alte Türken, Alt-Türken, Ost-Türken oder Kök-Türken, im modernen türkeitürkischen Sprachgebrauch durchgehend Gök-Türken (Göktürkler) verwendet. Die Bezeichnung Ost-Türken kann dabei irreführend sein, weil das erste Reich der Türken in einen Ost- und einen Westteil gespalten war. „West-Türken“ o. ä. bezieht sich in diesem Kontext auf das Westliche Türk-Kaganat, neben anderen Bedeutungen aber auch auf die On-Ok (Zehn Stämme), die zur Zeit des zweiten Türk-Kaganats dort lebten und herrschten und dem Kaghan der Kök-Türken zeitweise unterworfen, zeitweise mit ihm verbündet oder auch verfeindet waren.
Die Bezeichnung Kök türk taucht in dieser Zusammenstellung in den alttürkischen Inschriften nur ein einziges Mal auf, die Bedeutung ist nicht zweifelsfrei geklärt. Das alttürkische Wort kök, im modernen Türkei-Türkisch gök bedeutet an sich ‚Blau‘ oder ‚Himmel‘ und wird traditionell mutmaßlich als Blau gemäß mittelasiatischer Farborientierung im Sinne von „Türken des Ostens“ aufgefasst. Mitunter wird der Name auch mit „Himmelstürken“ übersetzt oder als „Wurzeltürken“.
Früher wurde der Name Türk auch nur mit der herrschenden Sippe verbunden, die dem Volk der Türk-Oghusen entstammt sein soll, doch sind nach neuerer Ansicht Türken und Oghusen als voneinander geschiedene Konföderationen anzusehen.
Die genaue Bedeutung und Herkunft des Namens türk ist nicht geklärt, doch wurde er in späteren (früh-)türkischen Mundarten mit ‚mächtig‘ und ‚stark‘ gleichgesetzt. In der westlichen Forschungsliteratur wurde vor allem eine Herkunft aus dem alttürkischen Verb für "sprießen, aufkommen, entspringen" (türe-) favorisiert. Laut Barthold handelt es sich um das türkische Wort für Brauch, Sitte, Ethos (töre).
Peter B. Golden z. B. führt den Ursprung des Wortes „türk“ (突厥), dessen Bedeutung in der chinesischen Sui Shu (隋书,  Suīshū) als „Helm“ angegeben wird, wie auch den Stammesnamen Aschina, auf die sakischen Dialekte von Hotan zurück. Hervorgehoben wird die Bedeutung „Lid“ im Sakischen (im Sinne von „Deckel“ oder „Schutzklappe“; vgl. neupersisch ترک / tark / „Hut, Helm“). In dieser Hinsicht „sei es schwer, die Schlussfolgerung zu meiden,“ die türk hätten mindestens intensive Beziehungen, „wenn nicht sogar ihre Wurzeln im irano-tocharischen Ost-Turkistan.“ Dabei handelt es sich jedoch lediglich um spekulative Hypothesen, da in diesem Zusammenhang die ethnische Zugehörigkeit der Skythen bis heute nicht zweifelsfrei geklärt ist. Hasan Poor Golmohammad deutet diese These als zufällige Ähnlichkeit. Dagegen vermutete der ungarische Philologe und Ethnologe Bernhard Munkácsi in der vom Sui Shu gegebenen Etymologie einen Fehler, der darauf zurückgehe, dass die  Chinesen das türkische r mit einem l wiedergaben und dabei auf das türkische Wort für „Helm“ stießen und verweist auf osm. tulya, kum., kkir. túlya, kir. dúlya, tschag. dúluya, mong. duyulya, und burj. dúlya.
Das Sui Shu stellt an der gleichen Stelle eine ganz andere Ursprungslegende gleichrangig daneben. Ebenso bietet das Zhou Shu verschiedene Ursprungslegenden. Bemerkenswert ist, dass sowohl Pomponius Mela als auch Plinius der Ältere im 1. Jahrhundert n. Chr. die "Tyrcae/Turcae" erwähnen, ein Stamm, der in den Wäldern nördlich des Asowschen Meeres in den östlichen Gebieten der Pontischen Steppe lebte.
Die Angehörigen des herrschenden Clans führen nach der chinesischen Überlieferung den Familiennamen Aschina, die des im Rang folgenden Clans den Familiennamen Aschide.

## Zentralasien vor den Türk
Die Steppen- und Wüstenregionen Zentralasiens wurden von verschiedenen nomadischen und sesshaften Völkern bewohnt. Das einflussreichste war das sesshafte Volk der iranischen Sogder, die den Handel über die Seidenstraße dominierten. Dieses Volk wird mit den ebenfalls iranischsprachigen, aber nomadischen Skythen in Verbindung gebracht. Die Skythen waren das erste Nomadenvolk Zentralasiens, das bei seinen Kriegszügen auf die Verwendung von pferdebespannten Streitwagen setzte. Auch war ihnen die Verarbeitung von Eisenerz bekannt. Die Skythen waren aber nicht allein ein Krieger-, sondern auch ein Handelsvolk, das zeitweise die osteuropäischen Steppengebiete beherrschte und teilweise mit den griechischen Städten am Schwarzen Meer und Persien in Verbindung stand.

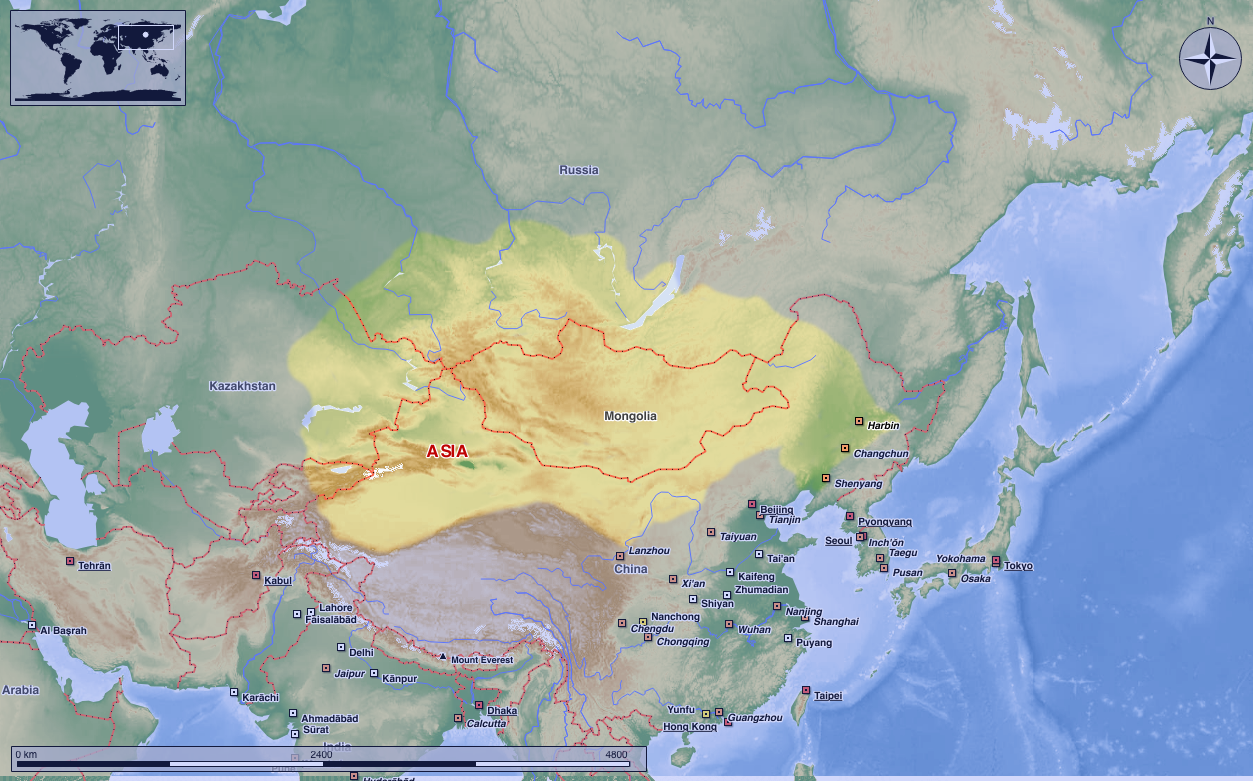
Einflussbereich der Xiongnu

Das China der Han-Dynastie nahm die nördlich seiner Grenzen lebenden barbarischen Steppennomaden erst wahr, als eines dieser Völker begann, regelmäßig in das chinesische Herrschaftsgebiet einzufallen. Dieses Steppenvolk war eine Föderation verschiedener zentralasiatischer Stämme, unter denen auch zahlreiche türkischsprachige waren. Die Chinesen nannten dieses Steppenvolk „Xiongnu“ und es fand deswegen Eingang in die chinesischen Chroniken, weil China ihm damals Tribute zahlen musste (siehe heqin). Das Steppenreich der Xiongnu stellte von ca. 200 v. Chr. an für mehr als zwei Jahrhunderte eine potentielle Bedrohung Chinas an dessen Nordgrenze dar.
Der südliche Teil der Xiongnu unterwarf sich Mitte des 1. Jahrhunderts n. Chr. den Chinesen, der nördliche Teil geriet Ende des 1. Jahrhunderts unter verstärkten chinesischen Druck und wurde schließlich von den Truppen der Han und ihren Verbündeten vernichtet. Die auf chinesischem Territorium lebende Gruppe der südlichen Xiongnu erhob sich im frühen 4. Jahrhundert gegen die Jin-Dynastie und errichtete zwei Dynastien mit festen Machtzentren, die ebenfalls Xiongnu oder Hu genannt wurden: Zuerst die Frühe Zhao- oder Han-Zhao-Dynastie von 304 bis 329, danach die Spätere-Zhao-Dynastie von 329–352 n. Chr. Beide Dynastien waren zwar noch nomadisch-vorstaatlich, aber sie standen in engem politischen Verhältnis zum damaligen China. Anführer der südlichen Xiongnu wie Liu Yuan und Liu Cong waren zudem sinisiert; der chinesische Kultureinfluss auf die Xiongnu nahm im Laufe der Zeit immer mehr zu. Unter den vielen Stämmen der Xiongnu soll auch ein Stamm gewesen sein, der sich als A-shih-na oder Türk bezeichnet haben soll. Der Legende nach waren diese Türk die Waffenschmiede der Xiongnu.
Später bildete sich die nomadische Stammesföderation der Xianbei, von der die chinesischen Chroniken im 5. Jahrhundert berichteten. Die Xianbei wurden von der türkischen Tuoba-Dynastie der Tabgatsch unterworfen, wie auch Teile der südlichen Hu. Diese südlichen Hu werden heute als türkisch angesehen. Die Tuoba-Dynastie herrschte vor allem in jenen Gebieten, die später die Region Xinjiang ausmachten.

## Mythos
Der am weitesten verbreitete Abstammungsmythos der Türk sah laut der chinesischen Schriftwerke Zhou shu und Bei shi eine Wölfin als Vorfahrin an, die einen Jungen rettete, der der einzige Überlebende seines Stammes war. Aus der Vereinigung mit der Wölfin (Asena) gingen der Legende nach zehn Jungen hervor. Wissenschaftler brachten die Zahl „zehn“ mit der Stammesföderation der On-Ok in Verbindung, jenen zehn Stämmen, aus denen das westtürkische Reich (der westliche Teil des ersten Reiches der Kök-Türken) bestand.

## Erstes Auftreten der Türk

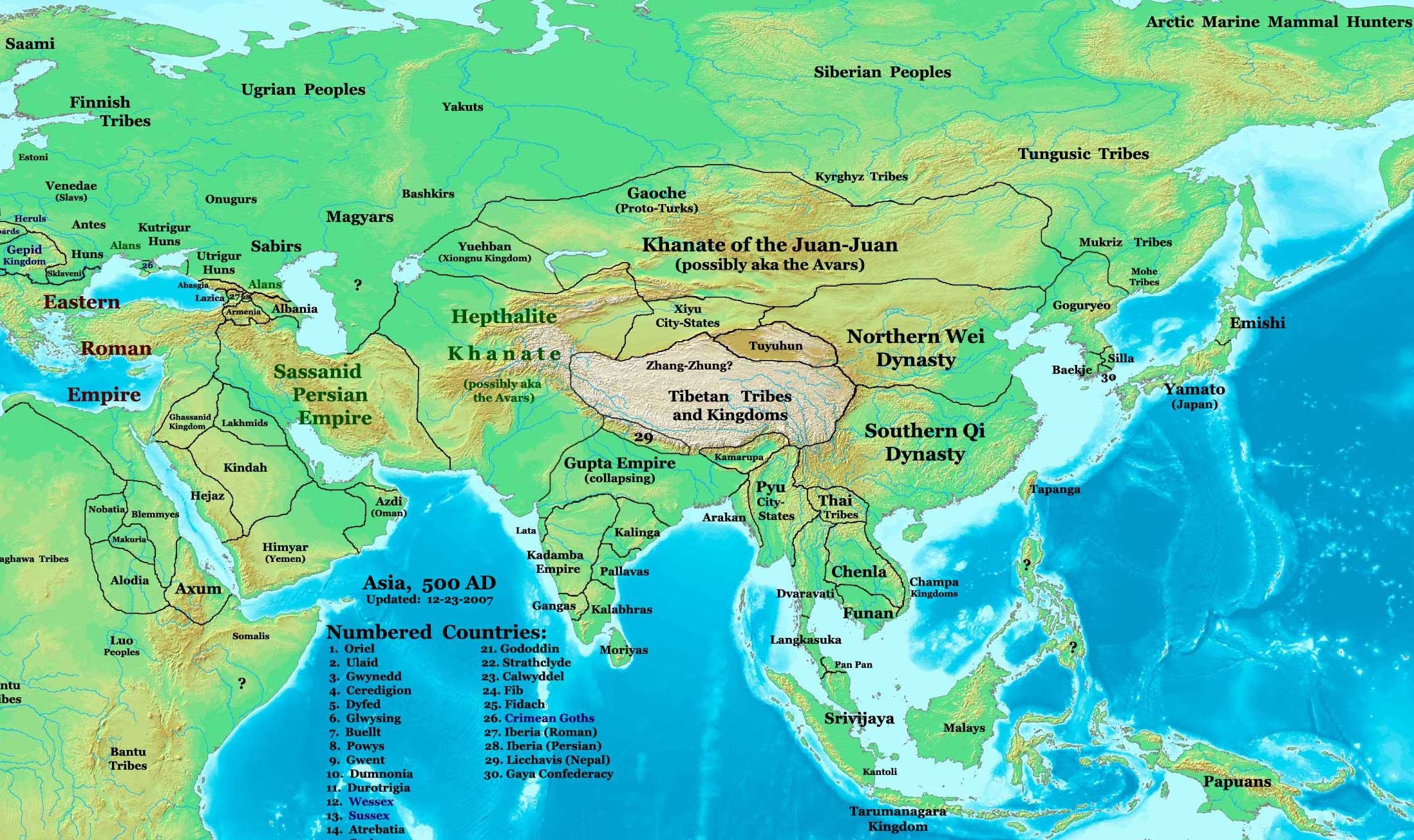
Asien um 500 mit dem Reich der Rouran (als Juan-Juan)

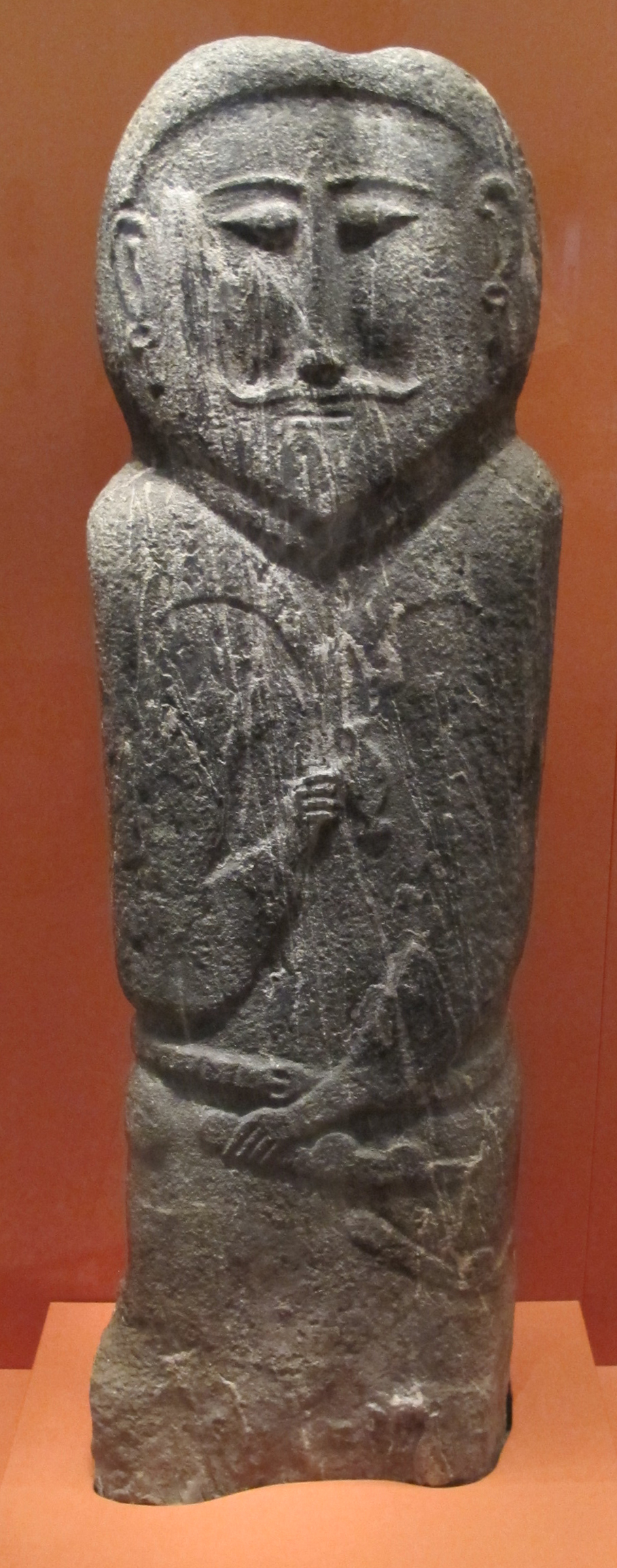
Statue eines Adligen

Im frühen 5. Jahrhundert breitete sich die nomadisch lebende Föderation der Rouran aus, die fast alle Alttürkisch und Altmongolisch sprechenden Nomaden umfasste. Hier wird der Stamm der Türk (tujue) erstmals geschichtlich greifbar, da die Mitglieder dieses Stammes laut verschiedener Quellen Waffenschmiede und Vasallen der Rouran waren (erstmalige Erwähnung 542). Als sich 552 n. Chr. der Rouran-Herrscher weigerte, dem Khan der Türk eine Prinzessin zur Frau zu geben, schloss dieser ein Bündnis mit dem damaligen chinesischen Herrscherhaus und zerschlug das Reich der Rouran.
Im sechsten Jahrhundert erschien der von den Chinesen als tujue umschriebene und in der Eigenbezeichnung türk genannte Stamm in den chinesischen Annalen. Die Türk waren ursprünglich in Ost-Turkestan und dem Altai ansässig und übernahmen die Tradition und verwaltungstechnische Erfahrung ihrer Vorgänger. Sie waren geschickte Eisenschmiede und kontrollierten eine wirtschaftlich und strategisch wichtige Kreuzung zweier Handelswege: Der eine führte am Altai vorbei und verband das Orchon-Tal im Osten mit dem Ili-Tal im Westen, der andere führte vom oberen Jenissei im Norden zum Altai und Tianshan nach Süden. Tatsächlich sind aus dem heute russischen Teil des Altai für das Frühmittelalter eine Reihe eisenmetallurgischer Fundplätze bekannt.
In der Archäologie können die Alttürken vor allem mit zahlreichen Kurganen in Zentralasien und Sibirien in Verbindung gebracht werden. Die Gräber befinden sich oftmals in Friedhöfen, die schon von den Skythen genutzt wurden. Typisch sind Körperbestattungen, zum Teil mit zusätzlichen Pferdebestattungen. Als Beigaben finden sich Kleidung, Schmuck, Waffen und vor allem auch Zaumzeug für die Pferde. In vielen Kurganen fand sich kein Leichnam, es handelt sich also um Kenotaphe. Dies mag damit erklärt werden, dass viele Männer im Kampf starben und die Angehörigen nicht an die Leiche herankamen. Den Toten wurde trotzdem ein Begräbnis hergerichtet. Typisch sind auch Gedenkbauten. Es handelt sich meist um Kurgane, in denen sich aber keine Bestattung befindet (vgl.: Char-Jamaatyn-Gol (Friedhof), Aržan-Buguzun). Stattdessen findet sich eine Statue auf oder neben dem Hügel. Solche Statuen, die Adlige, meist in stilisierter Form darstellen, sind aus vielen Teilen Zentralasiens bekannt, finden sich aber auch bei richtigen Bestattungen, wie z. B. bei Kurgan mit Standbild bei Ak-Koby.

## Zu den Türk-Kaganaten
Das Türk-Kaganat (auch Khaghanat oder Chaghanat geschrieben) erstreckte sich zeitweise vom Kaspischen Meer bis zur Mandschurei und war der erste Staat in der Geschichte der zentralasiatischen Nomadenreiche, dessen eigene, verschriftete und zu offiziellen Zwecken verwendete Sprache (Alttürkisch) aufgrund gefundener Grabstelen zu Ehren seiner Herrscher, den Orchon-Runen, zweifelsfrei identifiziert werden konnte.

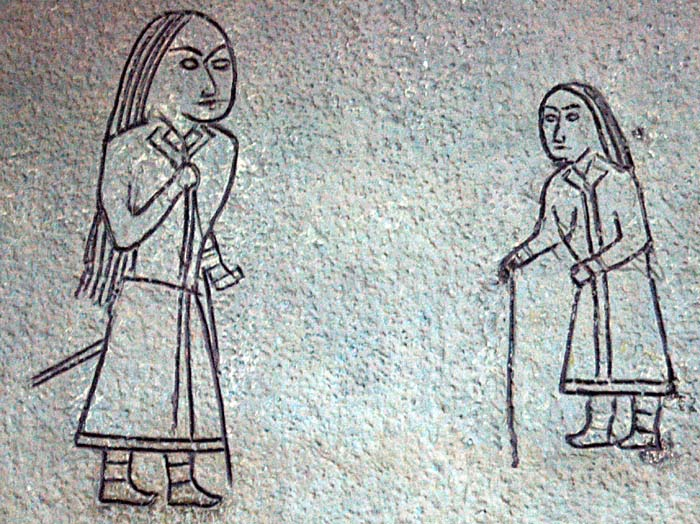
Kök-Türkische Petroglyphen aus der Mongolei (8. Jahrhundert)

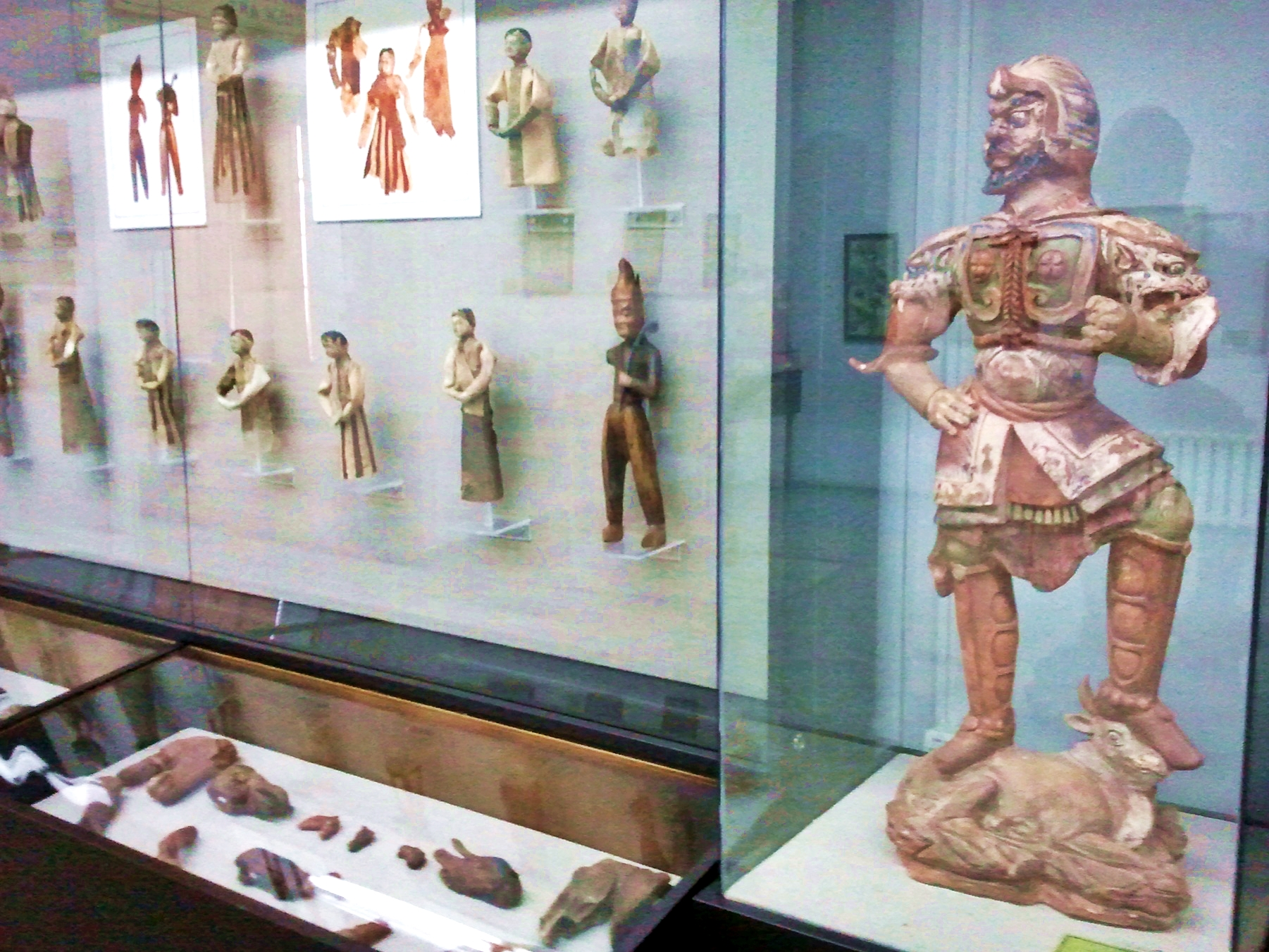
Keramik-Figuren der Kök-Türken aus der Zeit der Tang-Dynastie, Mongolei, (7. Jahrhundert)

Die politische Struktur des Kök-Türken-Reiches war weit komplexer als die einer primitiven „Stammesdemokratie“. Um eine Schicht von militärischen Führern sammelten sich junge Männer, die unter der Führung des Kagans Beutezüge unternahmen. Dadurch war die föderal-demokratische Struktur eines Stammeszusammenschlusses unterlaufen. Der als heilig betrachtete Hakan war der religiöse, geistliche und legitime Führer des Verbands. Die Macht in dieser Gesellschaft wurde von einer Art Kriegerklasse getragen. Wie auch in anderen nomadischen Gesellschaften existierten bei den Kök-Türk Spuren älterer sozialer Formen. Clans konnten weiter existieren und die Frau spielte eine wesentliche Rolle.

## Erstes Reich der Kök-Türken

### Anfänge und Teilung
Die Türk lebten unter der Oberhoheit der Rouran, bei denen es 520 zum Thronstreit kam. Die Türk halfen dem Herrscher der Rouran, A-na-kuei, gegen die vermutlich türkischen Gaoche. Der Führer der Türk – Bumin – forderte eine Tochter A-na-kueis zur Frau, was der ablehnte. Bumin fasste dies vermutlich als Beleidigung auf und revoltierte gegen die Rouran. Im Jahre 552 schlug Bumin das Herrscherhaus der Rouran vernichtend und schaffte somit die Voraussetzung zur Gründung eines neuen Reiches.

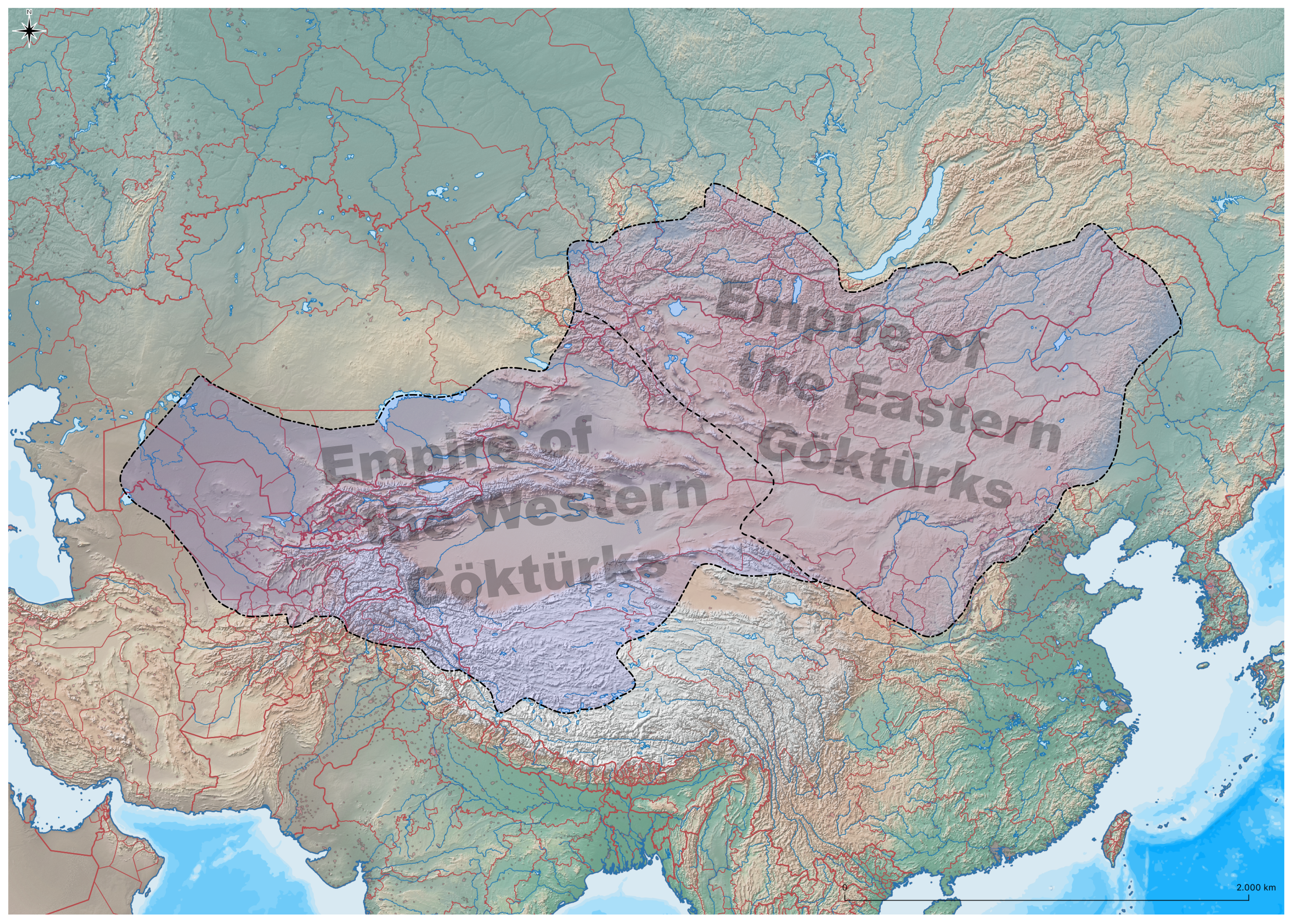
Das Reich der Kök-Türken nach der Teilung.

Bumin war der erste Khagan des neuen Reichs, das schon 552 in zwei Verwaltungseinheiten geteilt wurde. Der Westteil unterstand politisch dem Ostteil, war faktisch aber unabhängig. Zum Zerwürfnis zwischen beiden Reichsteilen kam es später unter chinesischen Einfluss, im Jahr 581. Bumin starb bereits 552, sein Nachfolger Kuo-lo regierte das Reich bis 553. Bumins ältester Sohn Muhan regierte bis 572 den Ostteil. Sein Vertreter oder Yabghu im Westteil wurde Bumins jüngerer Bruder Istämi, der bis 575/76 regierte. Die Grenze zwischen beiden Reichsteilen bildete der Gebirgszug des Altai.

### Der Ostteil 552–630
Im Westen des Östlichen Türk-Kaganats war jede Expansion ausgeschlossen – hier erstreckte sich der Bruderstaat, das Westliche Türk-Kaganat. Im Süden herrschten die Dynastien der Nördlichen Qi und der Nördlichen Zhou, die sich ab 550 bzw. 557 von den Tabgatsch abspalteten, in gegenseitige Kämpfe verwickelten und deshalb keine starken Gegner waren. Im Osten befanden sich die offenbar mongolischen Kitan und im Norden die Kirgisen.
Muhan verheiratete eine seiner Töchter an die Nördlichen Zhou und hatte so die Hände frei für die Bekämpfung der Kitan und der Kirgisen. Die Kitan besiegte er im Jahr 560.

#### Taspar Khan und der Buddhismus
Nach Muhan hatte vermutlich einige Jahre Mahan Tegin regiert, bevor Taspar die Herrschaft über das Ostreich übernahm. Der buddhistische Mönch Jinagupta folgte einer Einladung Taspar Khans in das Östliche Türk-Kaganat und gründete wohl die erste buddhistische Gemeinde bei den Türken, später nahm Taspar Khan offiziell den Buddhismus an.
Zur Regierungszeit Taspars war das Kök-Türken-Reich stabil. Die beiden Nachfolgestaaten der Tabgatsch – Nördliche Qi und Nördliche Zhou – entrichteten wahrscheinlich Tribute an die Kök-Türken. Die Annalen der Sui-Dynastie – das Sui Shu – berichteten von den vielen Soldaten der Türk sowie von dem Streben der Nord-Zhou und der Nord-Qi um das Wohlgefallen der Türk (T’u-küe).
Nach Taspars Tod im Jahr 581 und dem Machtantritt seines Bruders Nivar kam es zum Zerwürfnis zwischen beiden Türk-Kaganaten. Zwischen 582 und 584 löste sich das Westliche Türk-Kaganat unter dem Yabghu Tardu von der Vorherrschaft des Ostteils. Tardu war anscheinend ein Sohn Iştämis und eventuell ein Bruder des Turxanthos.

#### Niedergang des Östlichen Türk-Kaganats
Tardu war zu seinem Schritt wohl durch den chinesischen Kaiser Wen ermuntert worden. Kaiser Wen hatte weite Teile Nordchinas unter der Sui-Dynastie vereinigt; er versuchte, die Konflikte zwischen dem Östlichen und Westlichen Kaganat anzuheizen und die Türken gegen die Tabgatsch aufzuhetzen. Die Auseinandersetzungen bei den Osttürken erreichten ein Ausmaß, dass Nivar Khan, der von 581 bis 587 regierte, die Macht von zweien seiner Vettern streitig gemacht wurde. Im Westen des osttürkischen Reichs kam es zu kriegerischen Auseinandersetzungen mit den Westtürken, im Osten zu Kämpfen mit den Kitan. Nach Schwächung des östlichen Kaganats unterstützten die Chinesen nun Nivar Khan.
Nivars Nachfolger war ab 587 Mu-ho-tua (Name nur aus chinesischer Überlieferung bekannt). Er tötete seinen Rivalen und starb selbst im Jahr seines Regierungsantritts. Auch sein Nachfolger T'u-lan (Name nur aus chinesischer Überlieferung bekannt), der von 587 bis 600 regierte, war mit einem Rivalen namens T'u-lin konfrontiert, der von China unterstützt wurde.
Die Chinesen nahmen den unterlegenen T'u-lin und seine Anhänger auf; eine mehrjährige Spaltung des osttürkischen Reichs war die Folge. Im Jahr 600 errang T'u-lin die Macht über das gesamte osttürkische Reich. Unter seinem Sohn Shih-pi (609–619) kam es zum kurzlebigen Wiedererstarken des östlichen Türk-Kanats – die Sui-Dynastie war mittlerweile selbst in dynastische Streitigkeiten verwickelt und sah sich nun erneut einer osttürkischen Gefahr ausgesetzt.
624 kam es unter dem neuen Khan Xieli zu einem neuen Angriff des östlichen Türk-Kanats gegen China. Dort hatte mittlerweile die Tang-Dynastie die Macht übernommen und konnte Xieli erfolgreich abwehren. Schon sechs Jahre später griff Xieli erneut China an. Die Tang-Dynastie war unter Kaiser Taizong mittlerweile allerdings sehr stark geworden. Xieli musste sich 630 nach seinem erfolglosen Angriff endgültig den Chinesen unterwerfen.

### Der Westteil 552–659
Der erste Yabghu des Westteils war Istämi, der von 552 bis 576 regierte. Ungefähr zehn Jahre nach seinem Amtsantritt kam es zu kriegerischen Auseinandersetzungen mit den Hephthaliten. In der Folge kam es zu einer Allianz zwischen dem sassanidischen Persien und den Westtürken: Die Hephthaliten wurden von verschiedenen Seiten angegriffen und geschlagen. Anschließend flohen sie aus dem Gebiet (Badakhshan in Nordost-Afghanistan war ihr Zentrum) und ihr Reich wurde zwischen den Türken und den Sassaniden aufgeteilt. Die Sassaniden bekamen Baktrien, das ihnen von den Türken aber wieder weggenommen wurde. Der Gewinn des hephtalitischen Gebiets bedeutete für die Türken den Zugewinn eines außerordentlich wichtigen wirtschaftlichen Faktors: die Kontrolle über einen signifikanten Teil der Seidenstraße.

#### Oströmisch-türkisches Bündnis
Der Transport von Rohseide aus China und Seidetextilen auf der Seidenstraße war ein wichtiger Bestandteil im sassanidisch-oströmischen Handel. Allerdings waren Persien und Ostrom traditionell verfeindet – das türkische Reich spielte daher eine wichtige strategische Rolle: es konnte die Seidenstraße sperren. Das Oströmische Reich versuchte nach 560, die Türken als Bündnispartner zu gewinnen.
Die Sassaniden waren sich dieser Gefahr bewusst und versuchten, sich den Zwischenhandel nicht aus den Händen nehmen zu lassen. Die Türken ihrerseits sahen sich veranlasst, direkten Kontakt zum oströmisch-byzantinischen Reich herzustellen und schickten 567 eine Gesandtschaft nach Konstantinopel. Daraus entwickelte sich ein türkisch-römisches Bündnis gegen das sassanidische Persien.
572 brach der Krieg aus: Die Sassaniden unter Chosrau I. konnten sich des römisch-türkischen Zangenangriffs erfolgreich erwehren und ihre Feinde bis 573 an beiden Fronten zurückschlagen. 575 starb Istämi, ihm folgte sein Sohn Tardu. Zwischen Ostrom und dem türkischen Kaganat kam es bis 576 zu weiteren diplomatischen Kontakten. Insgesamt wurden die oströmischen Hoffnungen aber enttäuscht, der Krieg gegen Persien zog sich bis 591 hin und wurde zuletzt nicht etwa aufgrund des Bündnisses mit den Türken, sondern aufgrund innerpersischer Wirren beendet (siehe Römisch-Persische Kriege).

#### Niedergang des Westtürkischen Reichs
Tardu zeigte sich verstimmt über das Bündnis der Byzantiner mit den Awaren, die für ihn zum türkischen Machtbereich zählten. Die Auseinandersetzungen mit Byzanz nahmen bald kriegerische Formen an; die Türken pflegten aber auch ihre Feindseligkeiten gegen die Sassaniden. Tardu stieß 588/589 bis nach Herat vor, konnte die Stadt jedoch nicht einnehmen; dafür geriet das heutige Nordafghanistan mit den wichtigen Städten Kundus und Balch in türkische Abhängigkeit. Tardu gilt als Staatsmann ohne diplomatisches Geschick. Sein Wille zur Ausdehnung seines Machtbereichs führte zu Auseinandersetzungen mit Byzanz, den Sassaniden und sogar mit dem osttürkischen Khan: 581 kam es zum Zerwürfnis zwischen beiden Türk-Kaganaten, 584 sagte sich Tardu vom osttürkischen Reich los und verbündete sich mit dem China der Sui-Dynastie gegen es. Bei einem Aufstand der Töliş-Stämme kam Tardu ums Leben.
Sein Reich wurde im Folgenden Opfer innerdynastischer Rivalitäten. Tardus Enkel Shih-kuei erhielt den Westen des Westlichen Türk-Kaganats, Ch'u-lo bekam den Osten. Da Ch'u-lo ähnliche Machtbestrebungen wie Tardu zeigte, entzogen die Chinesen ihre Unterstützung, so dass sich Shih-kuei durchsetzte. Doch noch einmal gelang ein Wiederaufstieg. Shih-kueis Nachfolger T'ung shih-hu (618–630) schaffte es, den Machtbereich der Türken bis über den Oxus hinaus zu erweitern. Zu dieser Zeit erstreckte sich der Westteil vom Altai über den Hindukusch bis zum Kaspischen Meer. 627 griffen die Türken erneut in den Konflikt zwischen Ostrom und den Sassaniden ein, indem sie als Verbündete des Kaisers Herakleios den Osten Persiens angriffen. Diesmal scheint ihr Eingreifen entscheidend zur Niederlage der Perser unter Chosrau II. beigetragen zu haben.
Doch wenig später endete ihre Macht: T'ung- shih-hu starb 630 während eines Aufstands der Karluk. Es kam zu Machtkämpfen zwischen den zehn westtürkischen Stämmen, den On-Ok, in deren Folge es den Chinesen 657 gelang, das westtürkische Gebiet in zwei chinesische Protektorate aufzuteilen. 659 wird das westtürkische Reich endgültig von China einverleibt.

## Zweites Reich der Kök-Türken (682–742)

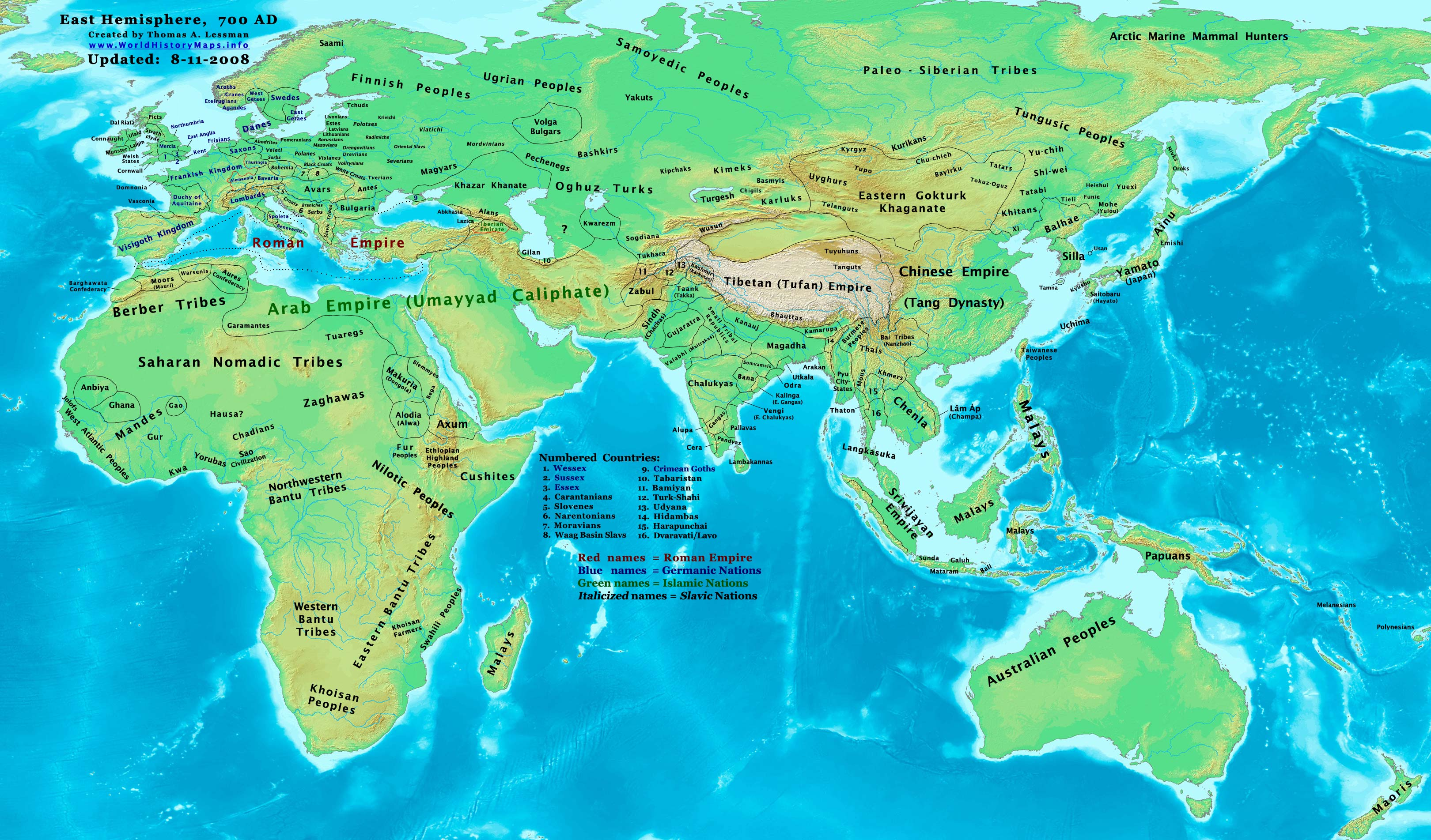
Das zweite Kök-Türken-Reich im Jahr 700

Die Türken nahmen die Unterwerfung durch China nicht hin und 679 kam es zur Revolte. Chinesische Quellen berichten von mehreren Aufständen türkischer Stämme – Überfälle, Plünderungen, die aber immer wieder erfolgreich niedergeschlagen werden konnten.

### Elteriš
Der Nachkomme des letzten Herrschers des ersten Ostreichs der Kök-Türken, Kutluğ ging mit wenigen Getreuen in das nördlich Chinas gelegene Gebiet der Otüken und unterwarf die benachbarten Stämme.
Die Tang waren mittlerweile geschwächt; die Tibeter hatten 670 das Tarimbecken in ihre Gewalt gebracht und dabei den Chinesen schwere Niederlagen zugefügt; dynastische Streitigkeiten hatten begonnen.
Kutluğ wurde unter dem Ehrennamen Elteriš (oder Eltäriş Khan, ‚der Reichssammler‘) vom Heerführer Tonyuquq (auch: Tonjukuk) eingesetzt. Noch 681 musste Elteriš eine herbe Niederlage gegen die Chinesen hinnehmen, doch ab 682 unterwarf er zusammen mit 16 verbündeten Stämmen die Kök-Türken und stützte sich hierbei insbesondere auf den Stamm der Karluken. Um 687 hatte er die Herrschaft über die meisten Stämme des ehemaligen Ostreichs errungen, nur der Tolu-Herrscher Hushile Khagan konnte sich mit einigen Stammesangehörigen nach China flüchten.
Damit begründete Elteriš das zweite Türk-Kaganat und beherrschte nach zahlreichen Kriegszügen die Steppen von der Großen Mauer bis zu den Außenposten der (seit 705 nach Transoxanien vordringenden) Araber mit dem Zentrum in der  Gegend des Changai-Gebirges.

### Qapagan
Als Elteriš 691 verstarb, wurde sein Bruder Bökö (reg. 692–716) auf einer Kuriltai der Stämme unter dem Namen Qapagan (Kapagan Khan) zum Oberhaupt des Reiches ernannt. Ab 699 gelange es im Westen den Türgesch, ihre Macht auf Kosten der Kök-Türk auszubauen. In der Folgezeit erneuerte Qapagan die Macht der Kök-Türk. Dabei stand er dem Reich nur als Vormund seines Neffen Kültigin vor, der damals sechs Jahre alt war. Er führte wieder Raubzüge gegen China durch. Ihm unterstellten sich unter anderem die Stämme der Karluken und Oghusen freiwillig. Aber auch nichttürkische Völker wie die Kitan wurden unterworfen. Um 710 konnte er die Türgesch besiegen.
Qapagan führte ein hartes Regiment über die Völker seines Reiches, 711/12 kam es erneut zu Unruhen unter den Völkerschaften der Basmıl und Teilen der On-Ok. Doch im Großen und Ganzen blühte im Reich der Kök-Türk der Wohlstand. Im Kampf gegen die muslimischen Araber, die ab 705 Zentralasien überrannten, war er weniger erfolgreich. Kültigin wurde hier bei Buchara blutig zurückgeschlagen, ein anti-arabischer Aufstand in Sogdien scheiterte 722 (siehe Dēwāštič).
Die Türgesch entzogen sich ab 715 den Kök-Türk, unterstellten sich 717 China und gingen eigene politische Wege. Ihr Anführer war Suluk (reg. 717–738), der seinerseits Kämpfe gegen die Araber führte, unterstützt von sogdischen Fürsten (siehe Ghurak). Gleichzeitig begannen die Oghusen langsam westwärts zu wandern und sich im Gebiet des ursprünglich iranischsprachigen Turkestan niederzulassen, das zum Herrschaftsbereich der On-Ok gehörte.
Auf einer Strafexpedition gegen jene Stämme, die von den Tang-Chinesen gegen ihn aufgehetzt worden waren, verlor Qapagan 716 sein Leben.

### Bilge Khan
Auf einem Friedens-Kuriltai wurde überraschend Bilge Khan, ein Sohn Elteriš’ und älterer Bruder Kültigins, zum Kagan ausgerufen. Dieser holte Tonyuquq und Kültigin als Berater an seine Seite und stellte damit den Frieden im Reich wieder her. Damit begann auch der politische Aufstieg der späteren Uiguren.
Bilge Khan reformierte erfolgreich die Kriegstechnik der Türk. Ab 717 dehnte er den Machtbereich der Kök-Türk aus: Er unterwarf die Gebiete bis zum Syr-Darja im Westen, im Osten reichte sein Machtbereich bis in die chinesische Provinz Shandong und im Süden bis Tibet. Auch die Stämme der Tula-Region konnte er unterwerfen.
Das Zweite Türk-Kaganat umfasste die Gebiete vom Schwarzen Meer bis China und vom Altai bis zum Hindukusch. Der Rang des Kagan hatte sich verändert: Ursprünglich nur ein untergeordneter Führertitel, der weit unter dem alten Titel des „Shanyu“ beziehungsweise des „Tanhu“ stand, war er für die späten Kök-Türken beinahe ein Halbgott.
731 starb Kültigin und Tonyuquq stieg zum alleinigen Ratgeber Bilge Khans auf. 734 wurde Bilge Khan ermordet.

### Tengri
Auf einer Kuriltai setzten 734 die Anhänger Bilge Khans die Wahl seines Sohnes Yiran durch. Doch dieser verstarb noch im selben Jahr, so dass dessen minderjähriger Sohn Bilge Kutluq-Tengri zum Herrscher bestimmt wurde. Als dessen Vormünder wurden ihm zwei seiner Onkel zur Seite gestellt, die über den West- beziehungsweise Ostteil des Reichs geboten und in deren Händen die wahre Macht lag.
Als 740 Tang-China die Herrschaft Tengris über die Osttürken anerkannt hatte, lud dessen Mutter Pofu den einen Onkel, Il-Itmysh Bilge, Gebieter des Westteils, zu einer Kuriltai ein und ließ ihn von ihrer Leibgarde enthaupten. Die Westtürken unterstellten sich daraufhin Tengri, der sich nun „Oghus Khan“ nannte. Doch dieser Verrat der Mutter hatte Folgen: Der andere Onkel, Ozmysh Khan, der Gebieter des Ostteils, sah sich in seiner Macht bedroht, griff 741 Tengri an und ermordete ihn.

### Das Ende
Ozmysh Khan wollte die Nachfolge Tengris antreten und nahm unter dem Namen „Wusumishi“ den Khagan-Titel an – doch er war unbeliebt. 744 schlossen sich die Karluken mit den Stämmen der Basmıl sowie Oghusen zusammen, griffen Ozmysh an und töteten ihn; damit ging das Zweite Türk-Kaganat zu Ende.
Bomei-Tegin Khan, der Bruder Ozmysh Khagans, versuchte als „Bomei Khagan“ die Macht im Ostreich zu ergreifen, doch wurde er bereits 745 von Uiguren ermordet.
Karluken, Oghusen und Basmıl gründeten nun auf dem Gebiet des Ostreiches das Uigurische Kaganat.
Erster Herrscher aus dem „Uiguren-Geschlecht“ war der chinesische Söldner Gulipeiluo. Dieses Reich sollte von 744 bis 840 bestehen. Gulipeiluo nahm nun den Titel „Kutluq Bilge-Kül Khagan“ an und machte die Stadt Kara Balgasun (am oberen Orchon, das alte Ordu Balyk), zum Zentrum seines Reiches.
Die Karluken schließlich hatten in Kuz Ordu, dem heutigen Balasagun, ihren Hauptsitz. Sie schufen als erstes türkisches Volk in der Geschichte eine einheitliche Amtssprache, die bis zum persischen Choresm-Reich ausstrahlte und heute als „Karluk-Choresmisch“ oder als „Karluk-Uigurisch“ bezeichnet wird.

## Nach den beiden Reichen
Die Kriterien, die nach Ethnologen eine Ethnie ausmachen, trafen auf die Bevölkerung des Reiches der Kök-Türken weitgehend zu. Nach dem Zusammenbruch des Türkreiches zerstreuten sich die türkischen Stämme. Verschiedene ethnische Gemeinschaften entwickelten sich oder erschienen wieder auf der Geschichtsbühne, z. B. die Oghusen oder die Kiptschaken. Sie bewahrten Elemente der kök-türkischen Kultur auf, wuchsen aber in neue Richtungen. Diese Prozesse werden in Mahmud al-Kashgharis Darstellung der türkischen Welt reflektiert.
Nach Zusammenbruch des Reichs Dschingis Khans geschah ein ähnlicher Prozess. Dieses Mal lösten sich etablierte Stammesgemeinschaften aber auf und bildeten neue Konföderationen, welche mit der Zeit zu den modernen Völkern wurden.